# Vedro Polje
Vedro Polje es un pueblo de la municipalidad de Bugojno, en el cantón de Bosnia Central, Bosnia y Herzegovina.

## Superficie
Posee una superficie de 0,45 kilómetros cuadrados.

## Demografía
Hasta 2013 la población era de 198 habitantes, con una densidad de población de 442,4 habitantes por kilómetro cuadrado.